# Crush (refresco)
Crush es una marca de refrescos carbonatados, propiedad y comercializada internacionalmente por Dr. Pepper Snapple Group. Creada originalmente como un refresco de naranja, Orange Crush.
Su aparición data de 1911, cuando el químico Clayton J. Powel creó el proceso para mezclar sus ingredientes. 
En 1989, la marca fue adquirida por Cadbury-Schweppes, y en 2008 pasó a ser propiedad de Dr. Pepper Snapple Group.

## Comercialización
Al tradicional sabor se le han ido sumando diversos y nuevos otros sabores, incluso opciones dietéticas, precisamente en los Estados Unidos y en Canadá puede hallarse más variedad de opciones. 
En la actualidad, aparte de en los Estados Unidos y Canadá, también se la comercializa en Argentina, Ecuador, Colombia, México, Guatemala, Panamá, Paraguay, Chile, Perú y Uruguay (tiempo atrás también fue vendida en Costa Rica, Bolivia, El Salvador, Venezuela y Kuwait), y también fue comercializado en España, hasta mediados de la década de los ochenta.
El nombre de la marca se origina en la onomatopeya (en inglés) del ruido al destapar esta gaseosa.

## Eslóganes
- Crush,Otra forma
- Crush, hay otra forma (Colombia)
- Con todo el Crush! (Chile)
- Orange Crush, el de siempre (México)
- Reencontrate con Crush (Argentina)

## Variedades existentes

### Colombia
- Crush Durazno
- Crush Conexión Mandarina
- Crush Fusión
- Crush Manzana
- Crush Naranja
- Crush Uva
- Crush Mora
- Crush Banano
- Crush Nébula
- Crush Pera
- Crush Sandía
- Crush Tropical

### Chile
En Chile, es conocida coloquialmente como 'orange' (pronunciado en inglés). El nombre ha trascendido de tal manera, que en dicho país la palabra inglesa se le asocia comúnmente a la gaseosa de naranja común, con excepción de Fanta.

### Cono Sur
- Crush Lima-limón (en Argentina dietética y Uruguay)
- Crush Pomelo (en Argentina dietética, Uruguay y Paraguay)
- crush naranja (en Argentina dietética, Uruguay y Paraguay)

### Estados Unidos y Canadá
- Crush Uva.
- Crush Fresa
- Crush Cereza
- Crush Durazno
- Crush Frambuesa Azul
- Crush Naranja Dietética
- Crush Naranja.
- Crush Manzana Verde
- Crush Lima-limón
- Crush Crema (sólo en Canadá)
- Crush Tropical
- Crush Cereza Salvaje
- Crush Sabor a sus Labios

### México

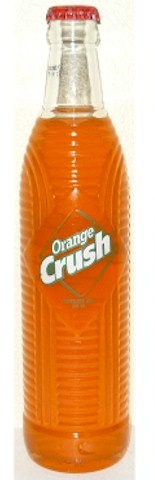
Botella de Orange Crush en México, 2006.

Era una de las bebidas de mayor tradición e historia en México, hasta finales de los años 1980, era tan popular que era llamado «El refresco de los taqueros» ya que era el que más se ofrecía en las taquerías de México. En 2006 regresa al mercado mexicano.
- Crush Naranja (Orange Crush)
- Crush Tutifruti
- Crush Piña
- Crush Tamarindo
- Crush Mandarina
- Crush Manzana
- Crush Naranja Light (endulzado con Splenda)
- Crush Extra Poma
- Crush uva

### Perú
Con la salida del mercado de la gaseosa «Nectarín» producida también por Coca Cola Perú y que venían en los sabores de piña y tutti frutti, se comienzan a producir de nuevo pero bajo la marca Crush.
- Crush Naranja (es uno de los productos más vendidos)
- Crush Manzana
- Crush Piña
- Crush Tutti Frutti
- Broody Crushy (Purple)

### República Dominicana
- Crush Naranja
- Crush Piña (ananá).